# Бородавчатые рыбы-клоуны
Бородавчатые рыбы-клоуны (лат. Antennarius) — род морских лучепёрых рыб семейства клоуновых. Эти рыбы проводят большую часть своей жизни на дне на глубине от 0 до 219 м. Они встречаются в тропических и субтропических водах всего мира. Засадные хищники, имеют «приманки», которыми двигают, чтобы привлечь добычу. Не имеют экономического значения, разве что иногда продаются как аквариумные рыбки.

## Виды
В состав рода включают 12 видов:
- Antennarius biocellatus Cuvier, 1817 — Двупятнистая бородавчатая рыба-клоун
- Antennarius commerson Lacépède, 1798 — Бородавчатая рыба-клоун Коммерсона
- Antennarius hispidus Bloch &  Schneider, 1801
- Antennarius indicus L. P. Schultz, 1964
- Antennarius maculatus Desjardins, 1840
- Antennarius multiocellatus Valenciennes, 1837
- Antennarius pardalis Valenciennes, 1837
- Antennarius pauciradiatus Schultz, 1957
- Antennarius pictus Shaw, 1794 — Разукрашенная бородавчатая рыба-клоун
- Antennarius randalli G. R. Allen, 1970
- Antennarius scaber (Cuvier, 1817)
- Antennarius striatus Shaw, 1794 — Таитийская бородавчатая рыба-клоун